# Sehol
 (décembre 2023).
La mise en forme du texte ne suit pas les recommandations de Wikipédia : il faut le « wikifier ».
Les points d'amélioration suivants sont les cas les plus fréquents :
- Les titres sont pré-formatés par le logiciel. Ils ne sont ni en capitales, ni en gras.
- Le texte ne doit pas être écrit en capitales (les noms de famille non plus), ni en gras, ni en italique, ni en « petit »…
- Le gras n'est utilisé que pour surligner le titre de l'article dans l'introduction, une seule fois.
- L'italique est rarement utilisé : mots en langue étrangère, titres d'œuvres, noms de bateaux, etc.
- Les citations ne sont pas en italique mais en corps de texte normal. Elles sont entourées par des guillemets français : « et ».
- Les listes à puces sont à éviter, des paragraphes rédigés étant largement préférés. Les tableaux sont à réserver à la présentation de données structurées (résultats, etc.).
- Les appels de note de bas de page (petits chiffres en exposant, introduits par l'outil «  Source ») sont à placer entre la fin de phrase et le point final[comme ça].
- Les liens internes (vers d'autres articles de Wikipédia) sont à choisir avec parcimonie. Créez des liens vers des articles approfondissant le sujet. Les termes génériques sans rapport avec le sujet sont à éviter, ainsi que les répétitions de liens vers un même terme.
- Les liens externes sont à placer uniquement dans une section « Liens externes », à la fin de l'article. Ces liens sont à choisir avec parcimonie suivant les règles définies. Si un lien sert de source à l'article, son insertion dans le texte est à faire par les notes de bas de page.
- La présentation des références doit suivre les conventions bibliographiques. Il est recommandé d'utiliser les modèles {{Ouvrage}}, {{Chapitre}}, {{Article}}, {{Lien web}} et/ou {{Bibliographie}}. Le mode d'édition visuel peut mettre en forme automatiquement les références.
- Insérer une infobox (cadre d'informations à droite) n'est pas obligatoire pour parachever la mise en page.

Pour une aide détaillée, merci de consulter Aide:Wikification.
Si vous pensez que ces points ont été résolus, vous pouvez retirer ce bandeau et améliorer la mise en forme d'un autre article.
Sehol ((zh)) ou auparavant, Sol, est une marque automobile chinoise lancée le 24 avril 2018 par SEAT et JAC Volkswagen Automotive Co. , Ltd. coentreprise.

## Historique
Le nom original Sol lui-même dérive du mot « sol » qui en espagnol signifie soleil et rend un hommage d'une part aux racines espagnol du et d'autre part aux véhicules à énergies renouvelables prévus pour composer sa gamme. TLa marque est un compromis entre toutes les parties, dans une position où le plan initial prévoyait l'utilisation directe de la marque SEAT, les autorités locales chinoises niant un changement d'avis et appelant au lancement d'une toute nouvelle marque locale,.
Levé récemment les plafonds imposés aux constructeurs automobiles étrangers contrôlant leurs coentreprises de véhicules électriques en Chine, mais le constructeur automobile a poussé le groupe Volkswagen à envisager le rachat de son partenaire chinois JAC Motors et par la suite de la création de sa coentreprise.
En 2020, le groupe Volkswagen a augmenté sa participation dans la coentreprise JAC Volkswagen à 75 % et a officiellement rebaptisé Volkswagen Anhui. La marque Sehol a été utilisée sous licence par JAC, ce qui en fait essentiellement une marque de coentreprise.
À partir de 2020, JAC a commencé à rebadger les produits JAC sous la série Jiayue en tant que véhicules Sol. Résultat : le Sol A5, le Sol X4, le Sol X7 et le Sol X8. Le rebadge est en fait une décision visant à déplacer toutes les berlines et crossovers sous la marque Sol et à laisser la marque Refine aux monospaces. À partir de 2021, ce nom a été re-translittéré sous le nom de marque « Sehol ».[réf. nécessaire]
En 2023, plusieurs modèles Sehol, comme les QX, A5 et X8, ont été rebadgés sous la marque JAC. JAC a révélé qu'ils avaient décidé de supprimer progressivement la marque Sehol à l'avenir.

## Des produits

### Modèles actuels

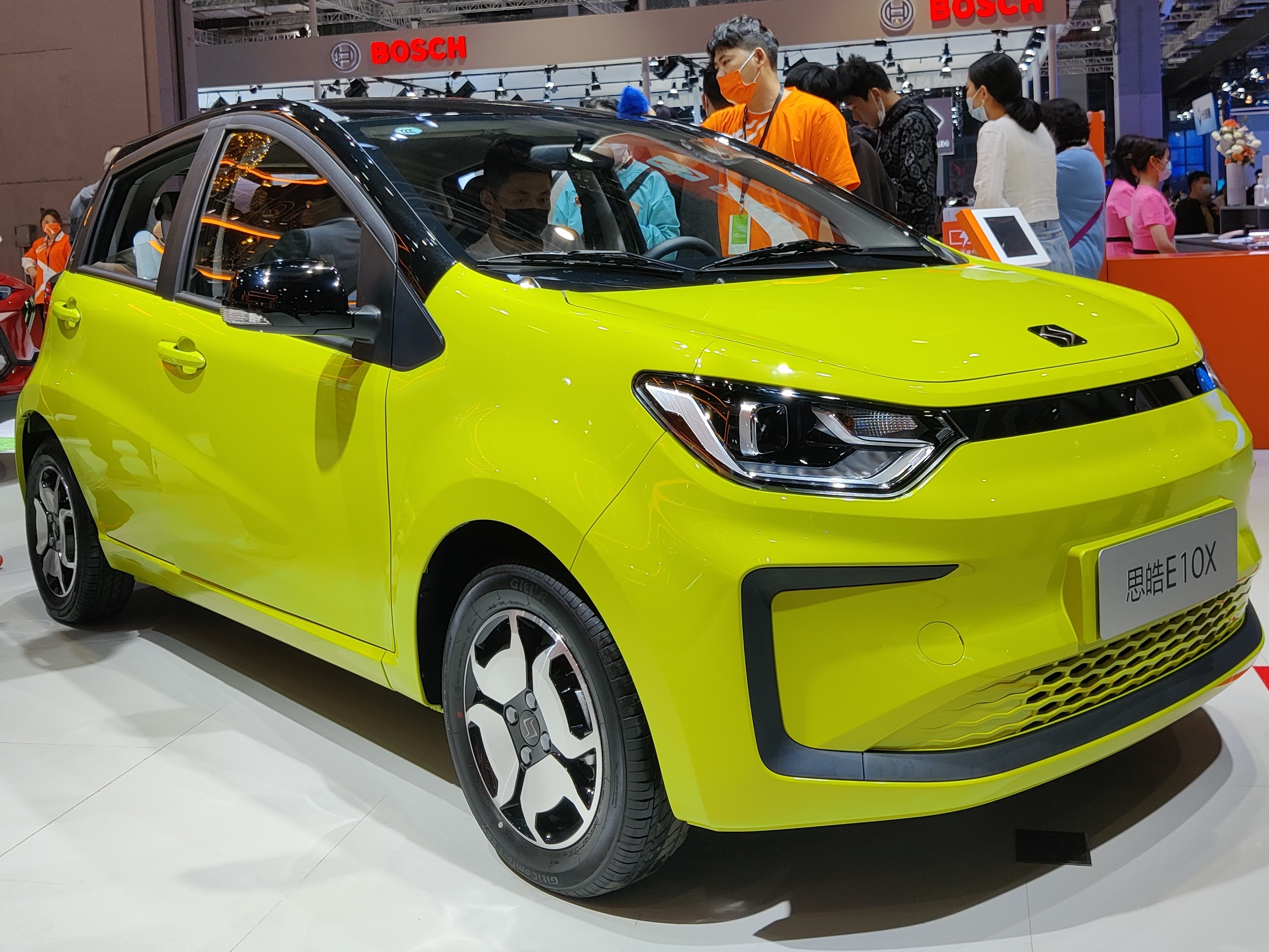
Sehol E10X (2021-présent), citadine, basée sur la version restylée de JAC iEV6E[10].
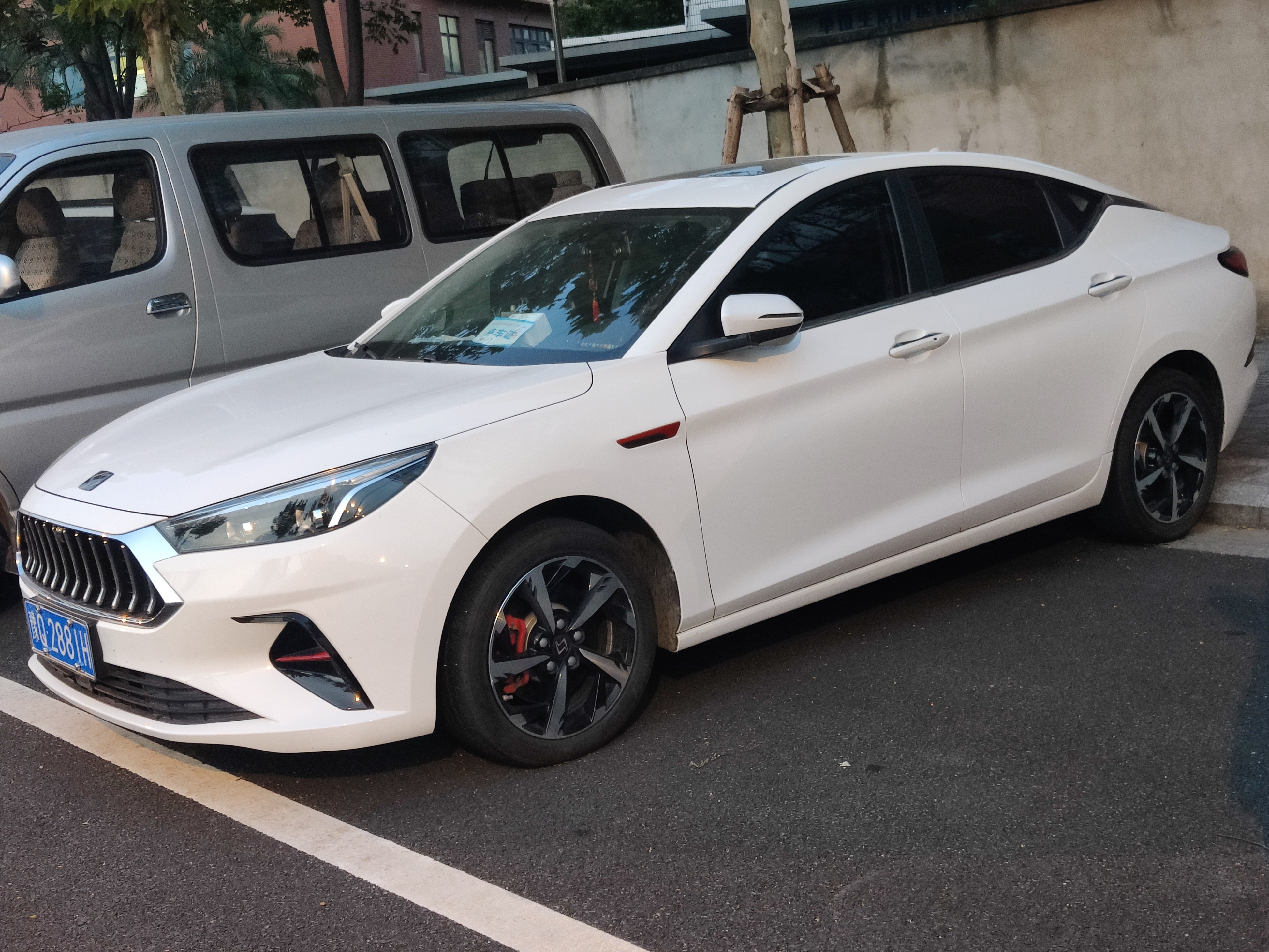
Sehol A5, (2019-présent), berline compacte, rebadgée de Jiayue A5
  - Sehol E50A(2021-présent), variante EV de l'A5
  - Sehol A5 Plus, (2021-présent), une variante plus sportive de l'A5
    - Sehal E50A Pro (2022-présent), variante EV de l'A5 Plus
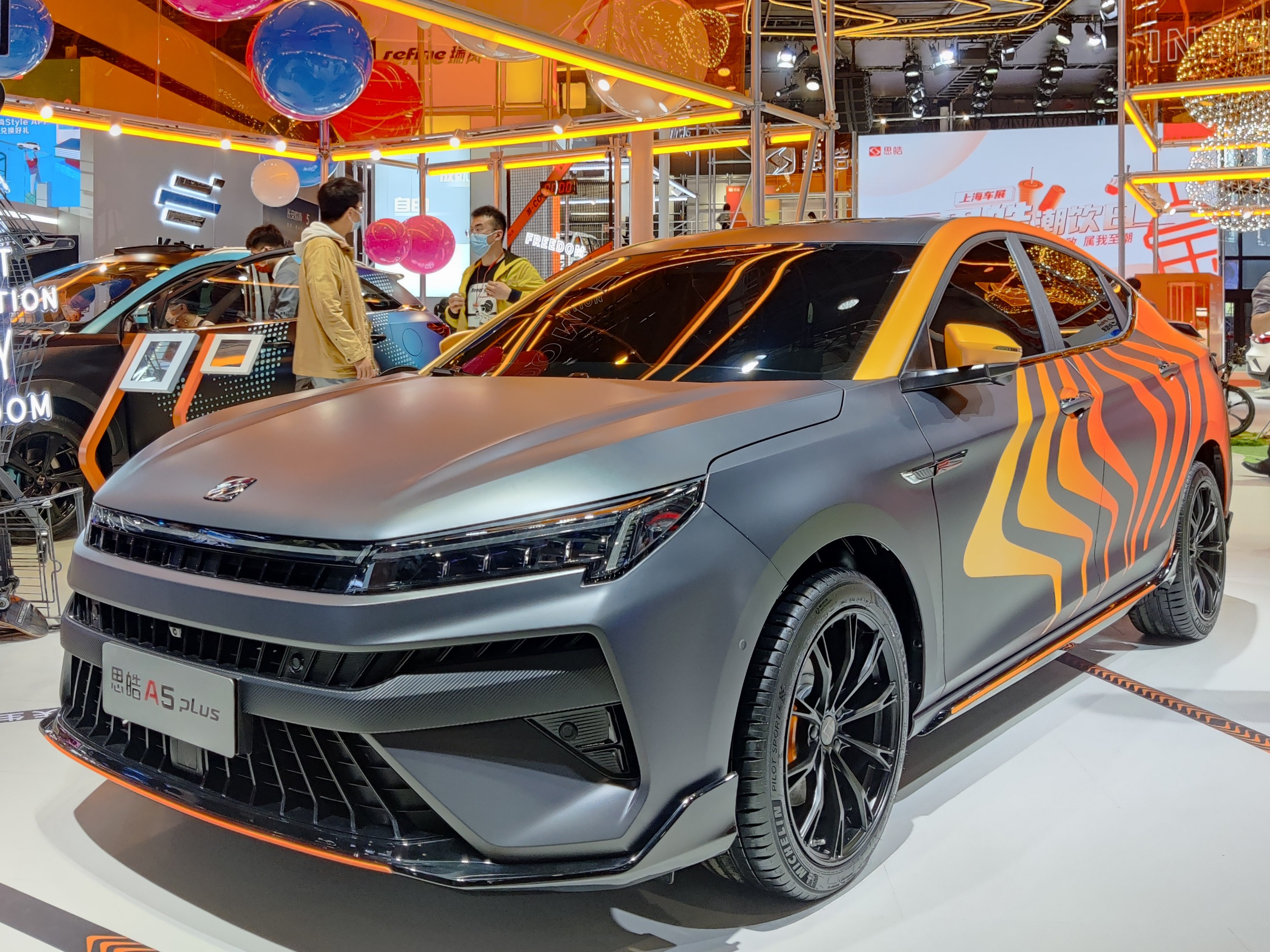
Sehol X4 (2020-présent), SUV compact, rebadgé de Jiayue X4, basé sur le JAC Refine S4.
  - Sehol E40X (2021-présent), variante EV du X4
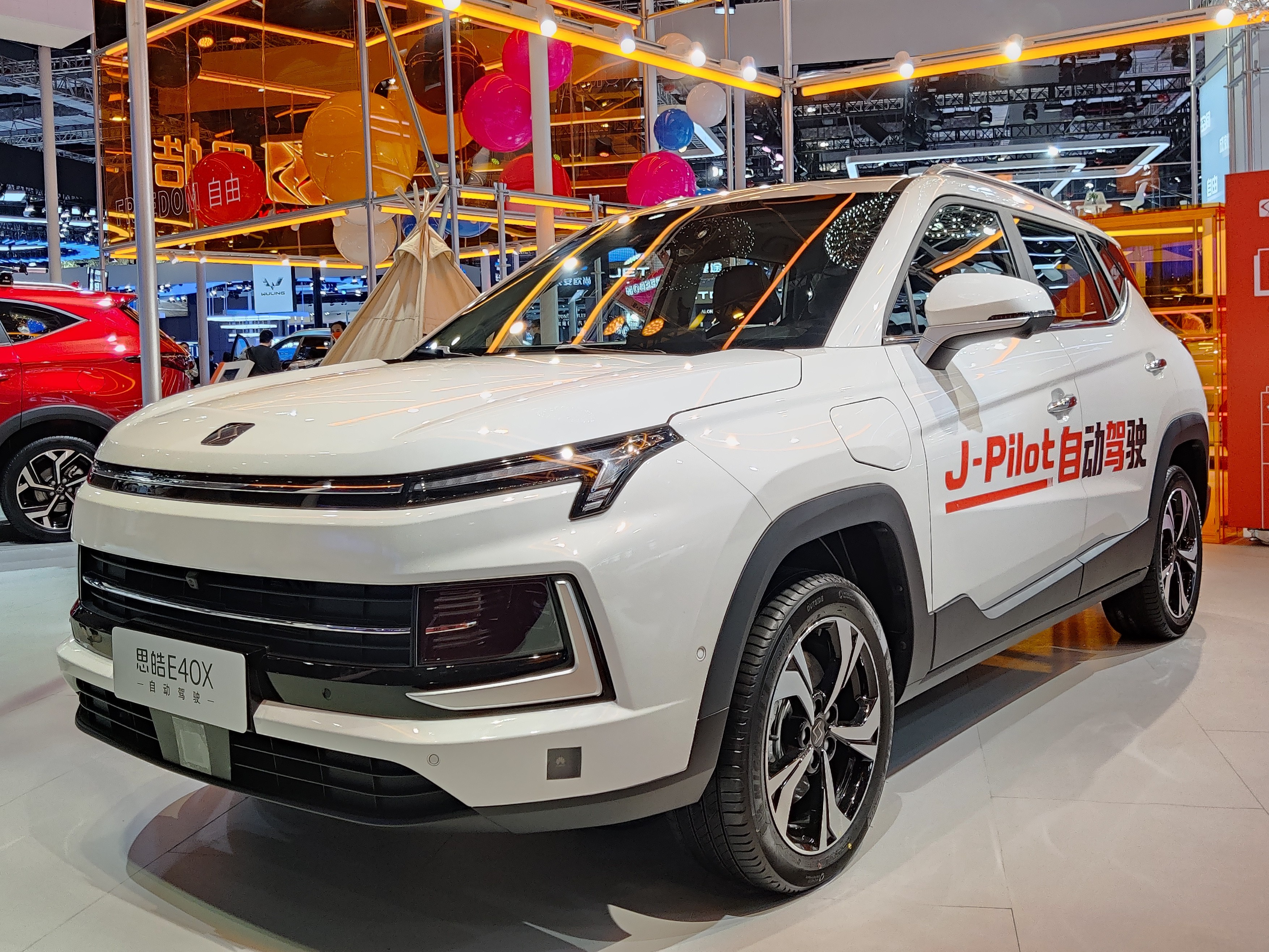
Sehol X6 (2022-présent), SUV compact, basé sur le JAC Refine S5[11].
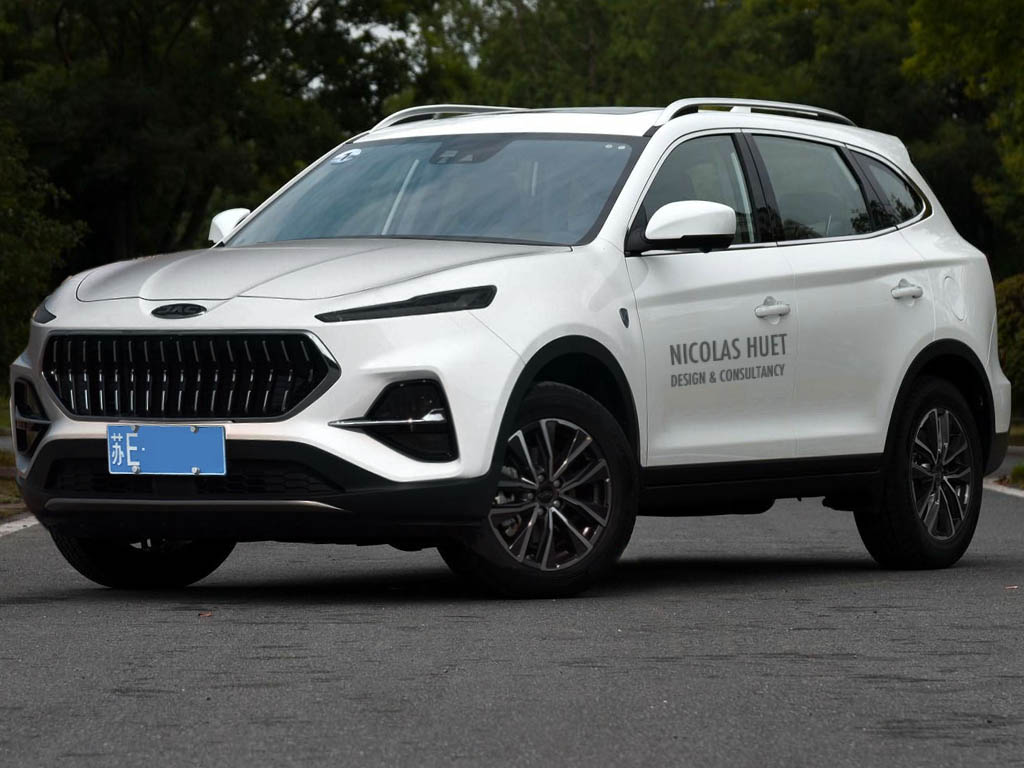
Sehol X7 (2020-présent), SUV de taille moyenne, rebadgé de Jiayue X7 basé sur le JAC Refine S7
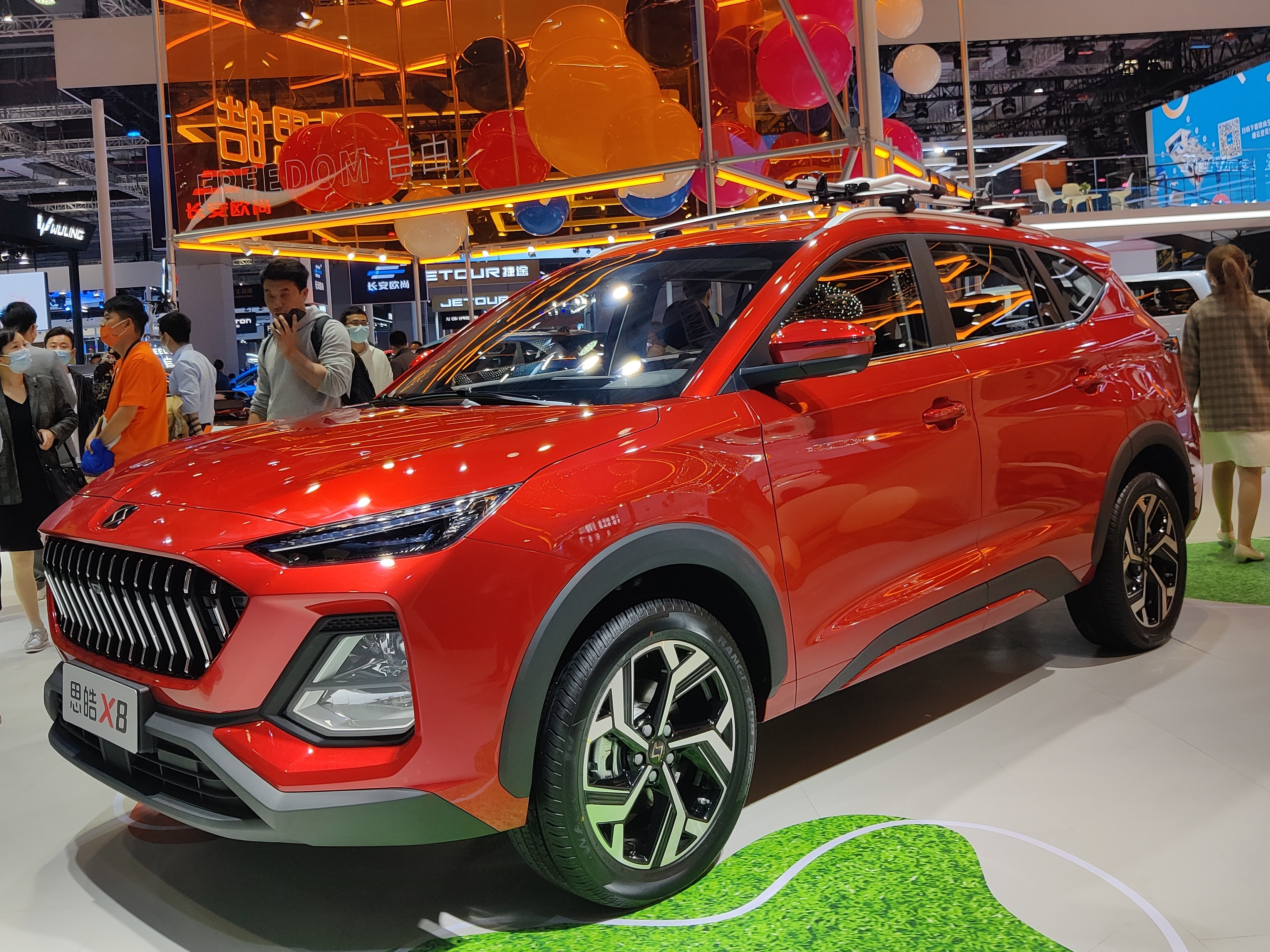
Sehol X8 (2020-présent), SUV intermédiaire
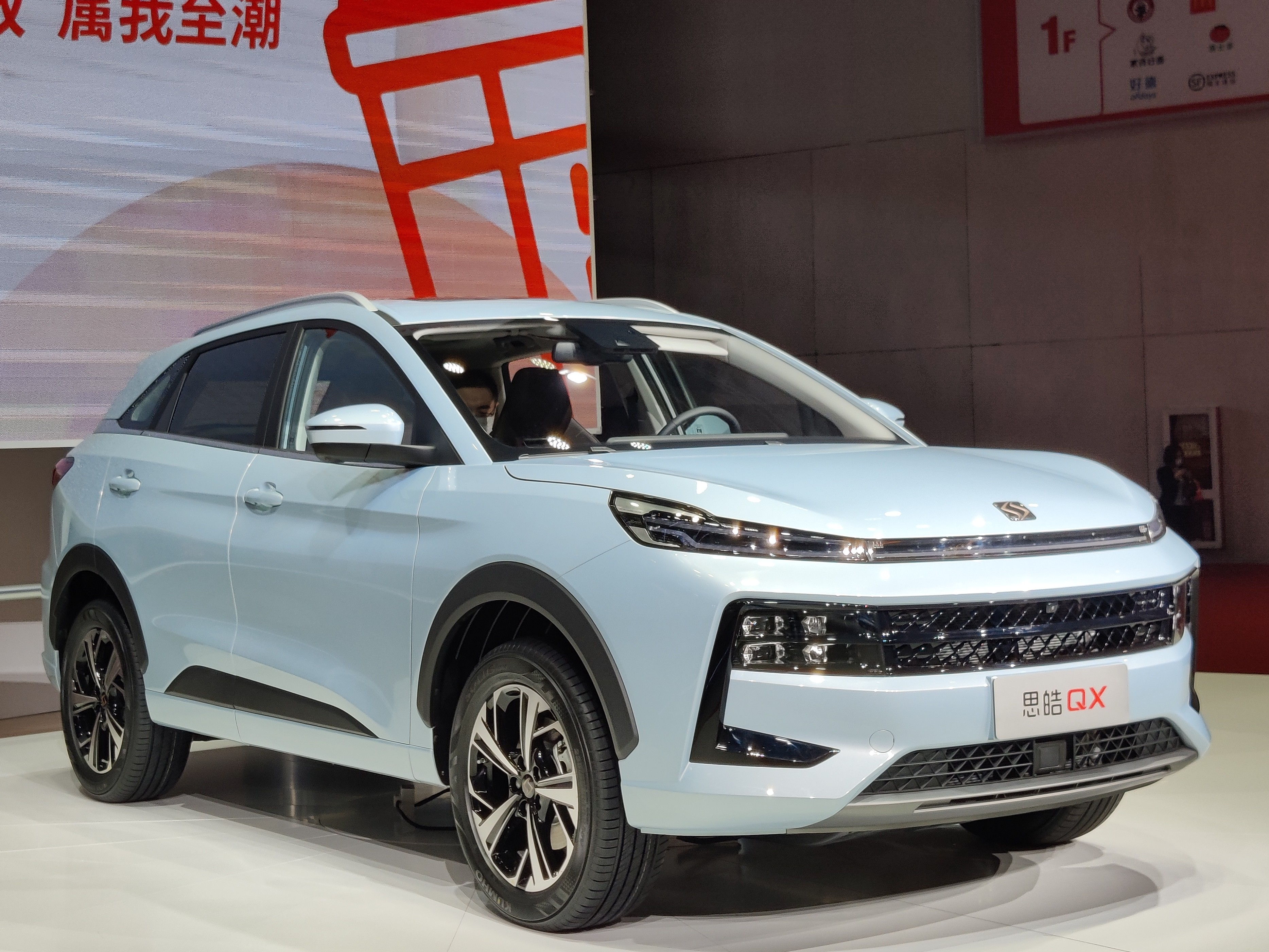
Sehol QX (2021-présent), SUV compact  - Sehol E10X
  - Sehol A5
  - Sehol A5 Plus
  - Sehol E40X
  - Sehol X7
  - Sehol X8
  - Sehol QX

### Modèles abandonnés

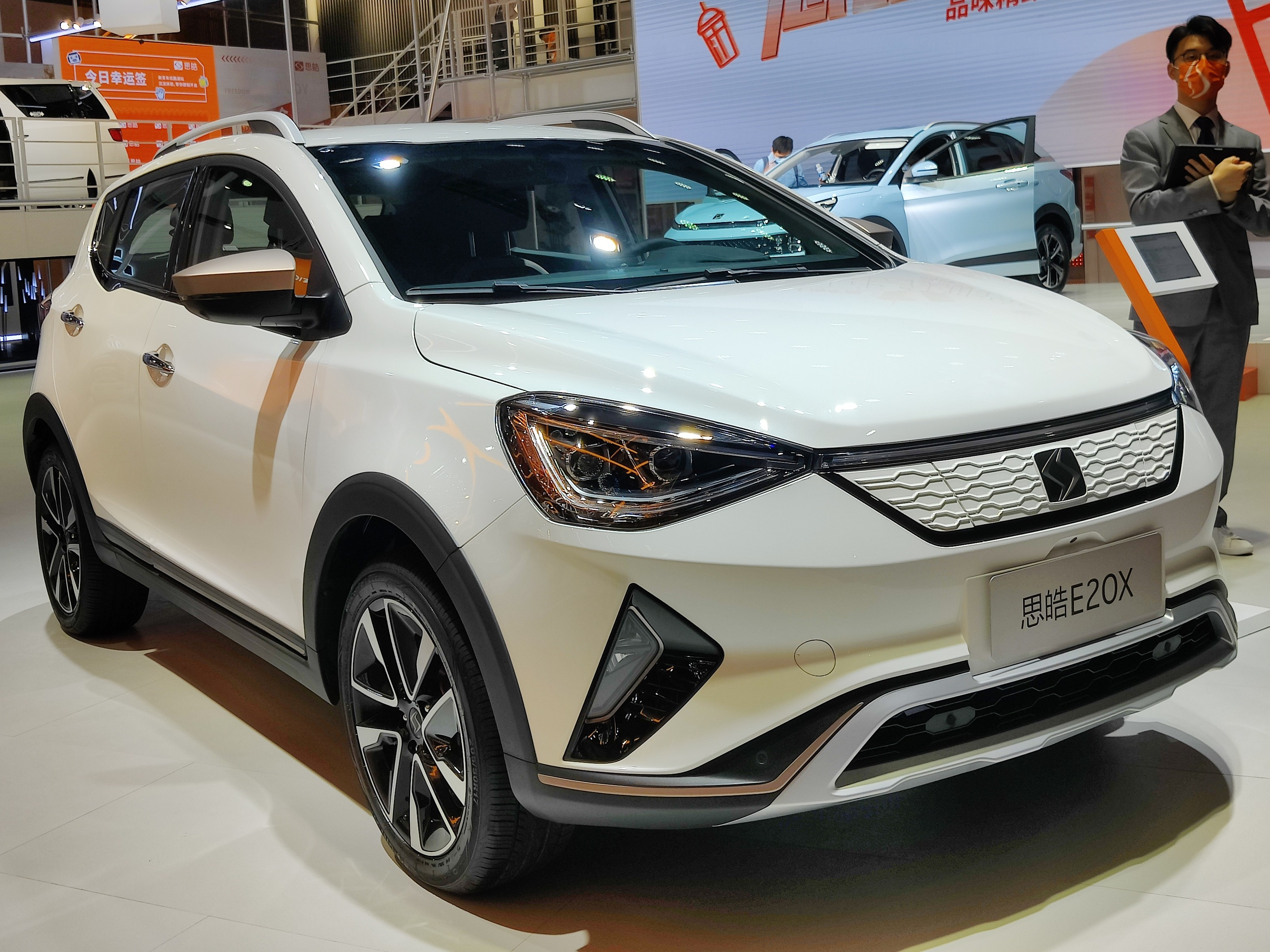
Sehol E20X (2020-2022), SUV sous-compact, basé sur le JAC Refine S2.  - Sehol E20X

## Les références
1. ↑  « Beijing, April 24, 2018. new brand, SIHAO »
2. ↑  « SEAT, Volkswagen Group's lead brand in China. »
3. ↑  « JAC launched a new car brand »
4. ↑  « Volkswagen's SEAT brand returns to China via backdoor », 3 mai 2018
5. ↑  « This Is The JAC-Volkswagen SOL E20X Cheap Electric Car For China », 24 avril 2018
6. ↑  « Volkswagen eyes big stake in China partner JAC, taps Goldman: sources », Reuters,‎ 10 avril 2019 (lire en ligne)
7. ↑  « 第一视角07 ｜ 江淮乘用车“去思皓化”，新品牌钇为能否“后来居上”？ », sur www.sohu.com (consulté le 4 décembre 2023)
8. ↑  « 2020广州车展：思皓X4正式亮相展台 »
9. ↑  « 汽象对话丨夏顺礼：对江淮汽车来说，钇为的正式发布意味着什么？ », sur www.sohu.com (consulté le 4 décembre 2023)
10. ↑  « JAC SOL (Sihao) E10X », 20 novembre 2020 (consulté le 22 novembre 2020)
11. ↑  (en-US) « Sehol X5 Is A New Chinese SUV With A Big NIO-style Grille », sur CarNewsChina.com, 14 septembre 2021 (consulté le 14 septembre 2021)